# 加德門

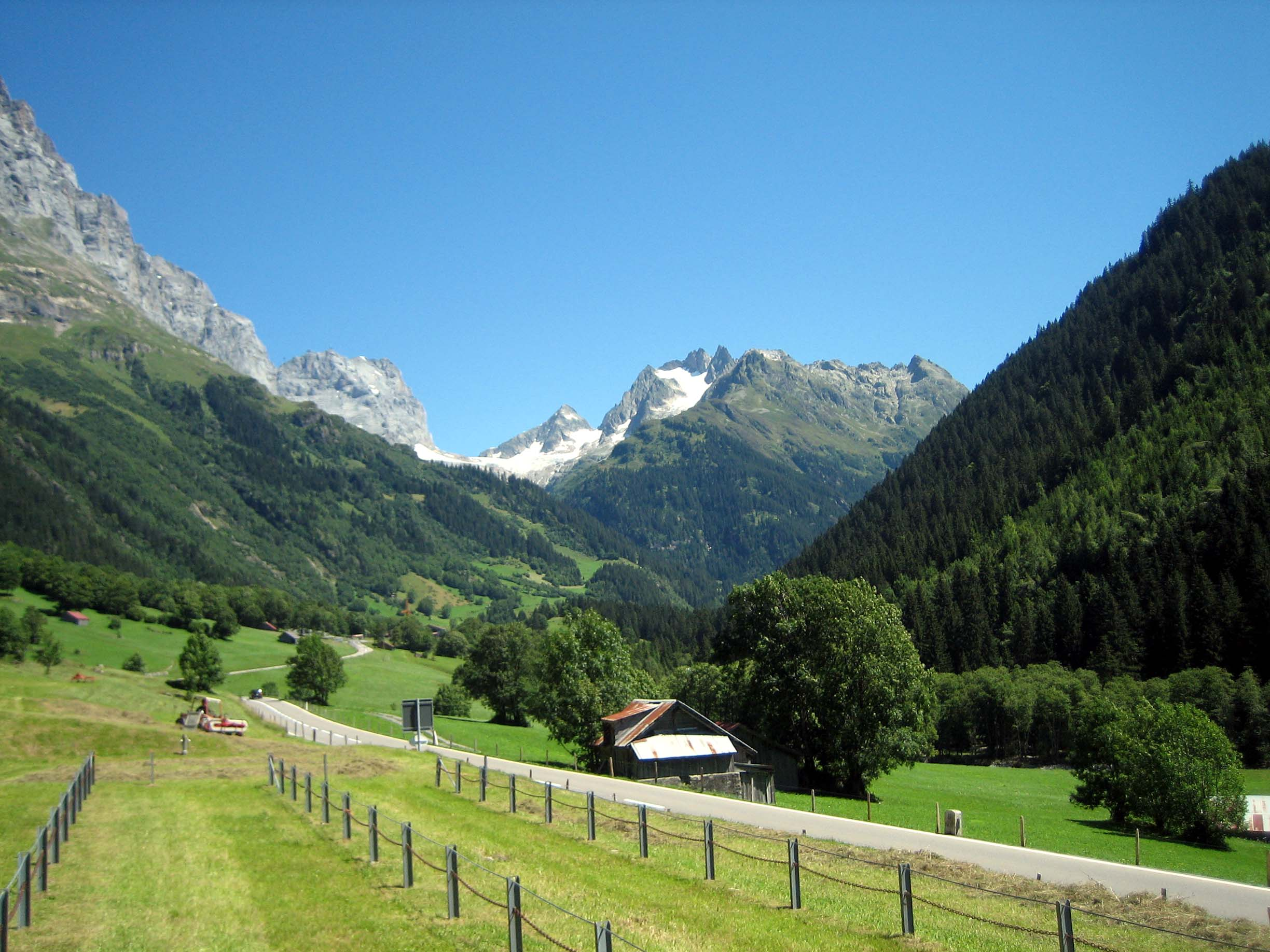

加德門是瑞士的城鎮，位於該國中西部，由伯恩州負責管轄，面積116.49平方公里，一成半土地是農業用地，海拔高度1,205米，2011年人口228，人口密度每平方公里2人。